# Компенсирующая вариация дохода

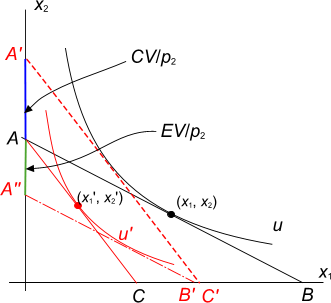
При изменении относительного уровня цен (изменяется наклон бюджетной линии AB, теперь это AC) потребитель переходит с уровня благосостояния u на новый уровень u`. Чтобы он вернулся на прежний уровень благосостояния при новых ценах, его доход должен увеличиться на величину, соответствующую СV (сдвиг бюджетной линии в A`C`).

В экономике компенсирующая вариация дохода (англ. Compensating variation — CV) — одна из мер оценки изменения благосостояния агента. Компенсирующая вариация дает ответ на вопрос: какое изменение в доходе компенсировало бы изменение цен потребителю настолько, чтобы он остался на прежнем уровне благосостояния.
Эта величина может быть записана как
{\displaystyle CV(p_{0},p_{1},I)=e(p_{1},v(p_{1},I))-e(p_{1},v(p_{0},I))=}
{\displaystyle =I-e(p_{1},v(p_{0},I)),}
где {\displaystyle v(p,I)} — косвенная функция полезности, {\displaystyle e(p,u)} — функция расходов.
Воспользовавшись леммой Шепарда, можно представить CV как площадь под соответствующей кривой спроса:
{\displaystyle CV=\int \limits _{p_{i}^{(1)}}^{p_{i}^{(0)}}h_{i}(p,u_{0})dp_{i}=\int \limits _{p_{i}^{(1)}}^{p_{i}^{(0)}}{\frac {\partial e(p,u_{0})}{\partial p_{i}}}dp_{i}=}
{\displaystyle =e(p^{(0)},u_{0})-e(p^{(1)},u_{0}).}